# Mutsalaül
Mutsalaül (en rus: Муцалаул) és un poble de la república del Daguestan, a Rússia. Segons el cens del 2010 tenia 6.760 habitants.